# Gerhard Lindemann (Generalmajor)
Gerhard Lindemann (* 2. August 1896 in Verden; † 28. April 1994 in Bremen) war ein deutscher Offizier, zuletzt Generalmajor im Zweiten Weltkrieg.

## Leben
Lindemann diente als Offizier im Ersten Weltkrieg. Nach dem Krieg wurde er aus der Armee entlassen. In der Wehrmacht wieder eingetreten, führte Lindemann während des Zweiten Weltkrieges als Kommandeur verschiedene Einheiten. Von Dezember 1941 bis November 1943 war er Kommandeur des 216. Infanterieregiments. Im April–Mai 1944 kommandierte er die Korps-Abteilung C. Ab Mai 1944 diente er als Kommandeur der 361. Infanterie-Division. Am 22. Juli 1944 wurde er in der Nähe von Brody von sowjetischen Truppen gefangen genommen. Er war in Gefangenschaft Mitglied des Nationalkomitee Freies Deutschland. Am 31. August 1949 wurde er von einem Militärgericht als Kriegsverbrecher zu 25 Jahren Lagerhaft verurteilt. Er war bis 1955 in Kriegsgefangenschaft.

## Auszeichnungen
- Eisernes Kreuz (1914) II. und I. Klasse
- Spange zum Eisernen Kreuz II. und I. Klasse
- Deutsches Kreuz in Gold am 7. März 1942
- Ritterkreuz des Eisernen Kreuzes mit Eichenlaub[1]
  - Ritterkreuz am 25. Januar 1943
  - Eichenlaub am 10. September 1944 (580. Verleihung)